# Peramelinae
De Peramelinae is een onderfamilie van de echte buideldassen die voorkomt in Australië en zuidelijk Nieuw-Guinea. De wetenschappelijke naam van de onderfamilie werd in 1825 gepubliceerd door John Edward Gray.

## Indeling
Deze onderfamilie bestaat uit de geslachten kortneusbuideldassen (Isoodon) en spitsneusbuideldassen (Perameles). In Australië zijn de Peramelinae de dominante groep van de buideldassen. Hun nauwste verwanten zijn de Nieuw-Guinese Echymiperinae en Peroryctinae.
- Onderfamilie Peramelinae
  - Geslacht Isoodon (Kortneusbuideldassen)
    - Isoodon auratus (Gouden kortneusbuideldas) (Ramsay, 1887)
    - Isoodon fusciventer (Gray, 1841)[3]
    - Isoodon macrourus (Grote kortneusbuideldas) (Gould, 1842)
    - Isoodon obesulus (Gewone kortneusbuideldas) (Shaw, 1797)
    - Isoodon peninsulae Thomas, 1922[4][5]

  - Geslacht Perameles (Spitsneusbuideldassen)
    - Perameles bougainville Quoy & Gaimard, 1824
    - †Perameles eremiana (Woestijnbuideldas) Spencer, 1897
    - †Perameles fasciata Gray, 1841[3]
    - Perameles gunnii (Tasmaanse buideldas) Gray, 1838
    - †Perameles myosuros Wagner, 1841[3]
    - Perameles nasuta (Spitsneusbuideldas) Geoffroy, 1804
    - †Perameles notina Thomas, 1922[3]
    - Perameles pallescens Thomas, 1923[6]
    - †Perameles papillon Travouillon & Phillips, 2018[3]